# Магнифико
Роберт Пешут (рођен 1. децембра 1965), познат као Мањифико је словеначки певач словеначког и српског порекла.
Син мајке из Беле Крајине и српског оца. Његов деда је био српски војник на Солунском фронту, у Првом светском рату, коме је посветио песму „Пукни, зоро” из албума „Монтевидео, Бог те видео” 2013.
Његова музичка каријера је почела у групи U'redu, са којом је снимио свој први албум Goli (1990). Касније је наставио као солиста и за 12 година снимио 6 албума. Многе његове песме су постале словеначки хитови, као на пример Silvija (ЕМА 1998), Kdo je čefur, 24.000 poljubov, Hir aj kam hir aj go (песма је постала хит и у земљама бивше Југославије, па и у Италији, где је песма купљена од стране компаније Сони Рекордс).
Мањифико је такође аутор победничке песме за ЕМА 2002 (словеначка песма за Евровизију) Lahko ti podarim samo ljubezen  (коју је певала трансвеститска група Сестре).
Мањифико се појавио и у филмовима: Стереотип, Кајмак и мармелада, Покер, Порно филм и као музичар у српском филму Монтевидео, Бог те видео!
2011. године подржао је Зорана Јанковића за градоначелника Љубљане.

## Дискографија

### V.I.S. Diamanti
- Hits of Mr. Džirlo (skupaj z Alešem Klinarjem, Anjom Rupel in Janezom Zmazkom)[4]

### U'Redu
- U'redu - Goli, 1990, RTV Slovenija, DD 041
- U'redu - Let's dance, 1992, Croatia Records, LP-6

### Magnifico
- Od srca do srca, 1993
- Kdo je čefur, 1996
- Magnifico & Pismejkers - Stereotip (glasba iz filma), 1997, Nika
- Silvia, 1998 (singl)
- Sexy Boy, 1999
- Komplet (kompilacija), 2001
- Export Import, 2003
- Grande finale, 2007
- The Land of Champions, 2007 (singl)
- Magnifico Balcountry Quartet - Srečno, 2008.
- Magnifico & Srpski vojni orkestar Stanislav Binički - Montevideo, Bog te video!, 2013, Menart
- Charlatan de Balkan, 2016, Dom svobode

### Филмска музика
- Стереотип (1997)
- Преписани (2010)
- Монтевидео, Бог те видео! (2010)
- Монтевидео, Бог те видео! (ТВ серија) (2012)
- Монтевидео, видимо се! (2014)
- Сенке над Балканом ( ТВ серија) 2017